# Adam Faba
Adam Faba, znany jako Sem Memoria (ur. 1970) – polski capoeirista, prekursor capoeiry w Polsce, założyciel i prezes Polskiego Stowarzyszenia Capoeira. Współzałożyciel grupy UNICAR, posiadacz najwyższego stopnia w Polsce. Przez wiele lat praktykował Karate Kyokushinkai, będąc nauczycielem tej dyscypliny. W 1993 roku rozpoczął naukę capoeiry w Holandii, a po powrocie postanowił spopularyzować tę sztukę walki w Polsce. Pierwsze szkolenia i warsztaty odbywały się na Śląsku, lecz wkrótce promował capoeirę podróżując po całym kraju. Zaangażowanie w rozwój tej oryginalnej wówczas sztuki walki zaowocował w postaci powstania wielu ośrodków oraz wykwalifikowania wielu nauczycieli capoeiry. Sem Memoria zdobywał doświadczenie i wiedzę trenując capoeirę w Brazylii, miał duży wpływ na rozwój wielu grup w Polsce. Przed powstaniem grupy UNICAR, należał do grupy Aguia Branca, a następnie do grupy Magia.

## UNICAR
W 2003 roku wraz z pięcioma brazylijskimi mistrzami (Zambi, Marinheiro, Traira, Saguin, Nelsinho) utworzył União Internacional de Capoeira Regional (UNICAR). Grupa UNICAR powstała jednocześnie w Brazylii, Niemczech i w Polsce. Obecnie swoim zasięgiem obejmuje jeszcze Włochy, Ukrainę, Wielką Brytanię, Angolę. Sem Memoria nadzoruje rozwój grupy w Polsce. Jest twórcą i pomysłodawcą odbywającego się co roku w Krakowie festiwalu kultury brazylijskiej "Cracoviaxe", podczas którego uczniowie grupy UNICAR otrzymują kolejne stopnie oraz obozu "CapoCampo" nad Morzem Bałtyckim. Oba wydarzenia przyciągają capoeristas z całej Polski, którzy dzięki temu mogą podwyższać swoje umiejętności pod okiem brazylijskich nauczycieli. W roku 2004 Adam Faba jako pierwszy Polak otrzymał stopień Professor, a w roku 2014 stopień Contra-Mestre.